# Latteluokta
Latteluokta is een dorp binnen de Zweedse gemeente Kiruna in de provincie Norrbottens län. Het dorp is bereikbaar per helikopter vanuit de Luchthaven Kiruna en via een landweg tussen Laimoviken en Salmi. Het ligt aan de baai Korttolahti en het meer Torneträsk waarover het tevens 's zomers per boot en 's winters over het ijs bereikbaar is.